# Lissemys
Genre
Synonymes
- Emyda Gray, 1830

Lissemys est un genre de tortues de la famille des Trionychidae.

## Répartition
Les espèces de ce genre se rencontrent en Asie.

## Liste des espèces
Selon TFTSG (23 novembre 2012) :
- Lissemys ceylonensis (Gray, 1856)
- Lissemys punctata (Bonnaterre, 1789)
- Lissemys scutata (Peters, 1868)

## Publication originale
- Smith, 1931 : The Fauna of British India, including Ceylon and Burma. Reptilia and Amphibia. Vol. I. Loricata, Testudines. London: Taylor and Francis, p. 1-185.